# YOSUKE KOSUKE
YOSUKE KOSUKE（ヨースケコースケ），日本的男性雙人歌唱團體，由創作歌手坂上庸介和演員米原幸佑於2014年組成，2015年1月28日發行出道專輯『IT'S MY WORLD』。

## 成員
- YOSUKE(ヨースケ) - 坂上庸介（サカノウエヨースケ、1981年3月16日 - 、兵庫縣出身）
- KOSUKE(コースケ) - 米原幸佑（1986年3月13日 - 、大阪府出身）

## 外部連結
- YOSUKE KOSUKE官方網站 （页面存档备份，存于）
- YOSUKE KOSUKE的X（前Twitter）